# Thú mỏ vịt
Thú mỏ vịt (tên khoa học: Ornithorhynchus anatinus) là một loài động vật có vú đẻ trứng bán thuỷ sinh đặc hữu của miền đông Úc, bao gồm cả Tasmania. Dù đã khai quật được các mẫu hoá thạch của một số loài có liên quan, thú mỏ vịt vẫn được coi là loài duy nhất còn tồn tại của họ Ornithorhynchidae và chi Ornithorhynchus.
Thú mỏ vịt là một trong năm loài đơn huyệt còn tồn tại (cùng bốn loài thuộc họ Thú lông nhím) – những loài thú có vú duy nhất đẻ trứng. Loài này có nguồn gốc từ Australasia. Cũng như các loài cùng họ, thú mỏ vịt cảm nhận con mồi bằng điện thụ quan. Thú mỏ vịt cũng là một trong số rất ít thú có độc. Cựa chân sau của thú mỏ vịt đực có khả năng tiết ra chất độc mạnh. Vẻ ngoài bất thường của loài động vật có vú, chân rái cá, đuôi hải ly, mỏ vịt và sinh sản bằng cách đẻ trứng này đã khiến các nhà tự nhiên học châu Âu phải bối rối khi tiếp xúc lần đầu tiên. Những nhà khoa học tiên phong khám nghiệm xác một con thú mỏ vịt (năm 1799) thì cho rằng đó là đồ nguỵ tạo từ nhiều bộ phận của các động vật khác nhau.
Thú mỏ vịt có nhiều đặc điểm độc đáo, giúp loài này trở thành đối tượng đặc biệt quan trọng trong ngành sinh học tiến hoá và biểu trưng của Úc. Trong văn hoá một số dân tộc bản địa của Úc, loài này còn đóng vai trò thực phẩm. Thú mỏ vịt còn là linh vật của nhiều sự kiện cấp quốc gia và xuất hiện trên mặt sau đồng hai mươi xu của Úc, đồng thời là loài vật biểu tượng của bang New South Wales. Ngoài ra, series phim truyền hình Phineas and Ferb của Mỹ còn sử dụng hình tượng thú mỏ vịt cho nhân vật hư cấu Thú mỏ vịt Perry. Cho đến đầu thế kỷ XX, con người săn thú mỏ vịt để lấy bộ lông; tuy nhiên, hiện nay, loài này đã được bảo vệ trong vùng lãnh thổ tự nhiên của chúng. Dù biện pháp nhân giống nuôi nhốt chỉ đạt được vài thành quả nhất định, còn quá trình sinh trưởng của thú mỏ vịt rất dễ bị ô nhiễm môi trường ảnh hưởng, nhưng loài này không nằm trong tình trạng bị đe doạ.
Tính đến  năm 2020, theo luật pháp quy định, thú mỏ vịt là loài được bảo vệ ở mọi bang có khu vực sinh trưởng của loài này. Tuy nhiên, chỉ có bang Nam Úc coi thú mỏ vịt là loài nguy cấp. Tổ chức IUCN xếp thú mỏ vịt ở trạng thái sắp bị đe doạ, nhưng một báo cáo đệ trình tháng 11 năm 2020 đã đề xuất nâng mức cảnh báo lên bị đe doạ vì tình trạng mất môi trường sống và suy giảm số lượng cá thể ở tất cả các bang dựa theo Đạo luật liên bang EPBC.

## Phân loại và từ nguyên

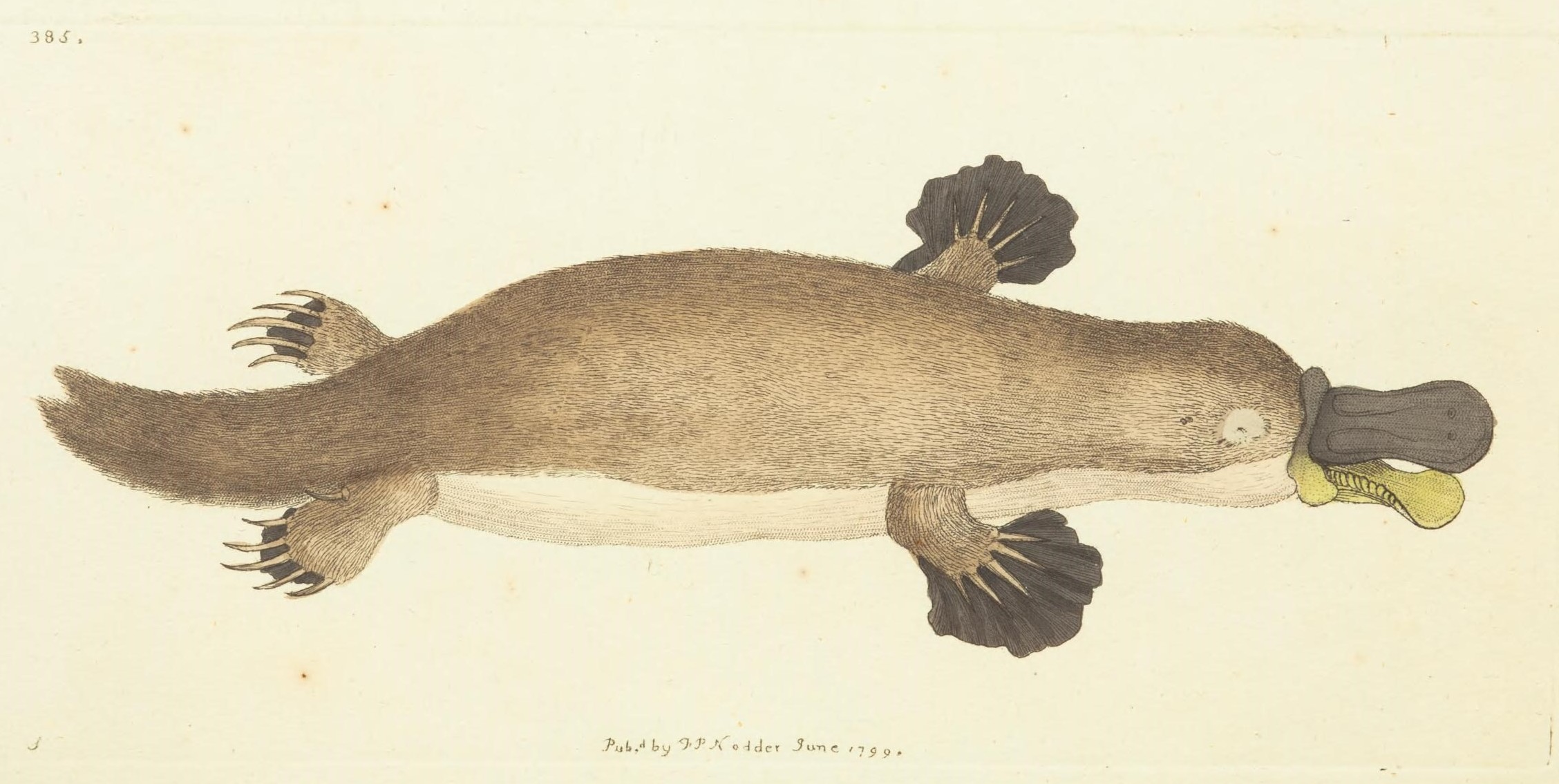
Hình minh hoạ của tác giả Frederick Nodder, dựa trên bản mô tả khoa học đầu tiên về loài "Platypus anatinus" năm 1799.

Năm 1798, sau khi các nhà thám hiểm châu Âu lần đầu tiên nhìn thấy thú mỏ vịt, Thuyền trưởng John Hunter, thống đốc thứ hai của bang New South Wales đã gửi một bộ lông kèm theo bản phác thảo về Anh. Ban đầu, dựa trên cảm tính, các khoa học gia người Anh cho rằng các đặc tính là nguỵ tạo. George Shaw, người viết bản mô tả đầu tiên trong tác phẩm Naturalist's Miscellany năm 1799, khẳng định rằng không thể không nghi ngờ bản chất thực sự của loài này, còn Robert Knox thì tin rằng đó là sản phẩm của tay nhồi xác động vật châu Á nào đó. Loài động vật này được cho là vốn trông giống hải ly, nhưng có người đã khâu nối thêm chiếc mỏ vịt. Shaw thậm chí còn lấy kéo cắt bộ da khô để tìm vết khâu.
Tên thông thường "platypus" của thú mỏ vịt trong tiếng Anh có nghĩa là "chân phẳng". Từ này bắt nguồn từ chữ "platúpous" ("πλατύπους") trong tiếng Hy Lạp cổ; "platúpous" là từ ghép của "platús" ("πλατύς", nghĩa là "rộng" hoặc "phẳng") và "poús" ("πούς", nghĩa là "chân"). Trong mô tả ban đầu, Shaw đặt tên phân loại Linnae cho loài này là Platypus anatinus. Tuy nhiên, không lâu sau, người ta phát hiện ra tên này đã dùng để phân loại loài bọ cánh cứng phấn hoa rầy gỗ Platypus. Năm 1800, Johann Blumenbach mô tả thú mỏ vịt với tên Ornithorhynchus paradoxus từ một tiêu bản do Sir Joseph Banks gửi. Sau đó, để tuân theo các nguyên tắc ưu tiên về danh pháp, Ornithorhynchus anatinus trở thành tên khoa học chính thức của loài này.
Ornithorhynchus anatinus có nghĩa đen là "mỏ giống mỏ vịt'. Trong danh pháp hai phần, tên chi của thú mỏ vịt bắt nguồn từ chữ gốc tiếng Hy Lạp "ornith-" ("όρνιθ", nghĩa là "chim") và rhúnkhos ("ῥύγχος", nghĩa là "mỏ"), còn tên loài từ chữ anatinus ("giống như vịt") trong tiếng Latinh.
Trong tiếng Anh, không có dạng số nhiều nào của từ "platypus" được chấp thuận rộng rãi. Các nhà khoa học thường chỉ dùng "platypuses", hoặc đơn giản hơn là "platypus". Trong văn nói, từ "platypi" cũng được sử dụng làm dạng số nhiều, dù là giả-Latin; nếu tuân theo quy tắc tiếng Hy Lạp thì "platypodes" mới là từ đúng. Những người Anh đầu tiên định cư ở Úc dùng rất nhiều tên khác nhau để gọi loài này, chẳng hạn như "watermole" ("chuột chũi nước"), "duckbill" ("mỏ vịt"), "duckmole" ("chuột chũi vịt"), và đôi khi là "duck-billed platypus" ("platypus mỏ vịt").

## Mô tả

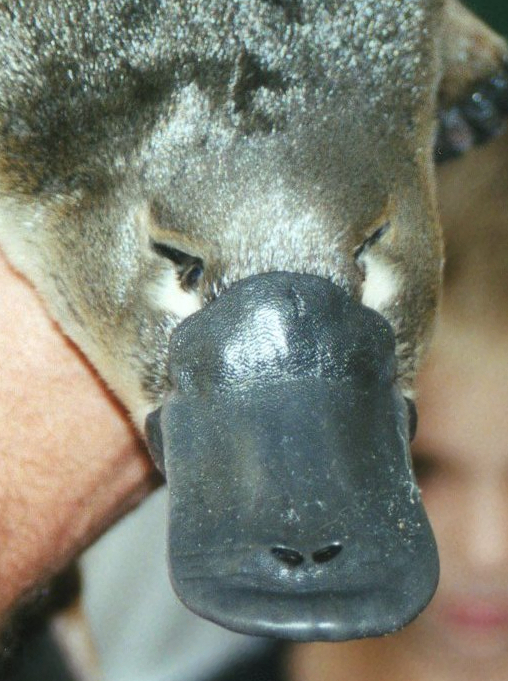
"Mặt lưng" là một thuật ngữ giải phẫu. Có thể tưởng tượng: Nếu coi rìa mỏ (phía trước) là "đầu", thì hai lỗ mũi sẽ nằm ở "mặt lưng".

Cơ thể và chiếc đuôi rộng, phẳng của thú mỏ vịt được bao phủ bằng một bộ lông dày màu nâu có thể huỳnh quang sinh học. Giữa hai lớp này là một lớp không khí cách nhiệt để giữ ấm. Lông thú mỏ vịt không thấm nước, có vân giống như lông chuột chũi. Đuôi của thú mỏ vịt được dùng để dự trữ chất béo (một dạng thích nghi cũng xuất hiện ở một số loài khác như quỷ Tasmania). Lớp màng giữa các ngón chân ở chi trước lớn hơn chi sau, và sẽ gập lại khi thú mỏ vịt đi trên cạn. Chiếc mõm dài và hàm dưới được lớp da mềm bao phủ, tạo thành mỏ. Lỗ mũi nằm ở mặt lưng của mõm, còn mắt và tai ở trong một rãnh ngay phía sau. Khi thú mỏ vịt bơi, rãnh này sẽ đóng lại. Người ta đã nghe thấy thú mỏ vịt gầm gừ một tiếng nhỏ khi bị làm phiền; trong môi trường nuôi nhốt, thú mỏ vịt còn có thể phát ra một số loại âm thanh khác.

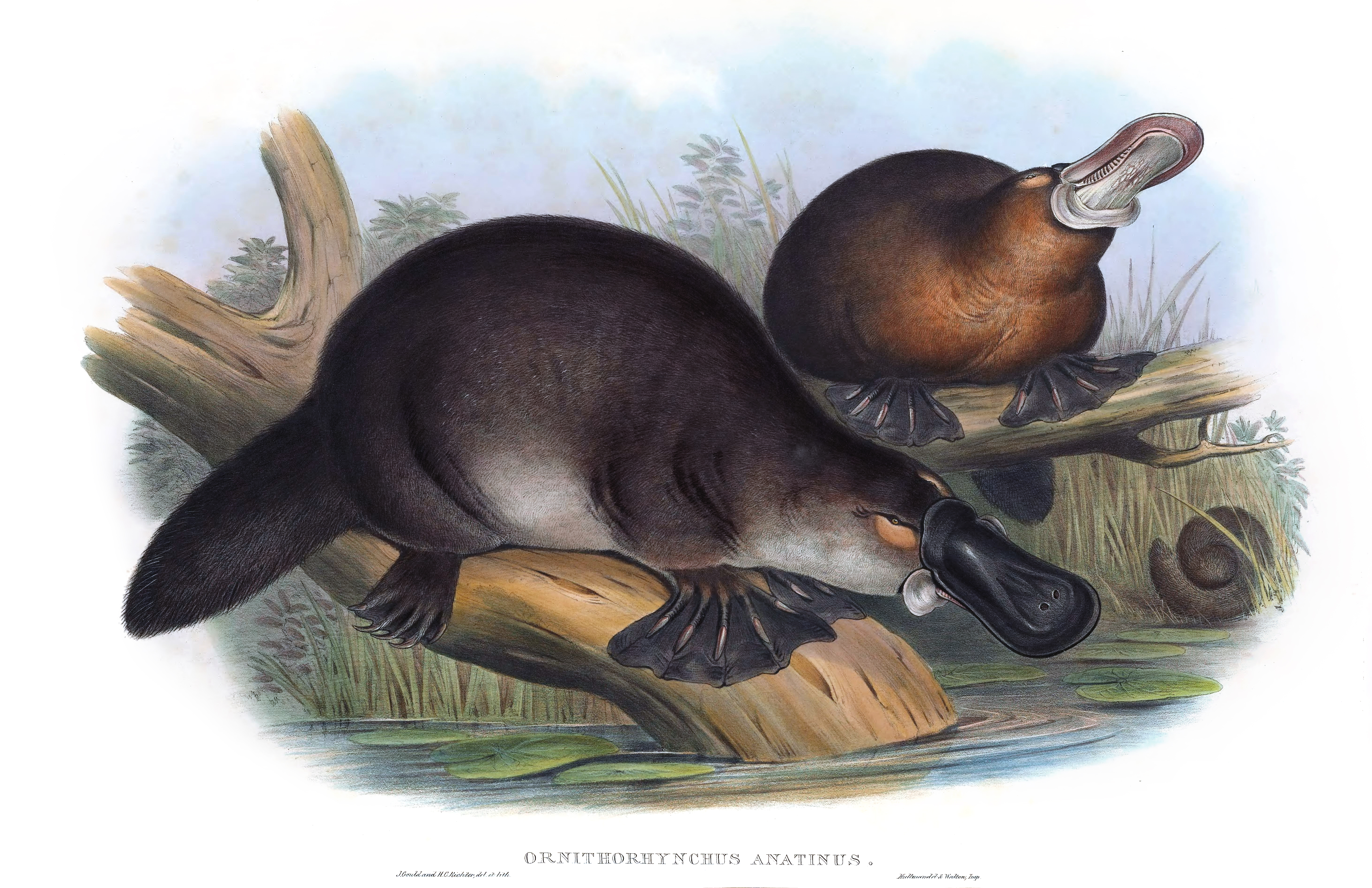
Bản in màu hình thú mỏ vịt, năm 1863.

Trọng lượng thú mỏ vịt có thể nằm trong khoảng từ 0,7 đến 2,4 kg (1 lb 9 oz đến 5 lb 5 oz). Con đực thường lớn hơn con cái: chiều dài trung bình của cá thể đực là 50 cm (20 in), và 43 cm (17 in) ở cá thể cái. Ngoài ra, kích thước trung bình cơ thể thú mỏ vịt thay đổi đáng kể theo từng vùng. Sự khác biệt này dường như không có liên quan đến bất kỳ quy tắc khí hậu cụ thể nào; đây có thể là hệ quả của các yếu tố khác, ví dụ như tập tính ăn thịt hoặc mất môi trường sống do con người xâm lấn.
Thân nhiệt trung bình của thú mỏ vịt dao động trong khoảng 32 °C (90 °F) so với mức 37 °C (99 °F) thường thấy ở thú có nhau thai. Các nghiên cứu cho thấy đặc điểm này không phải có từ xưa, mà là sự thích nghi dần dần với điều kiện môi trường khắc nghiệt của một số ít loài đơn huyệt còn sót lại.
Cá thể con của thú mỏ vịt hiện đại có ba chiếc răng ở xương hàm trên (một răng tiền hàm, hai răng hàm) và ba chiếc răng ở xương hàm dưới (ba răng hàm). Những răng này sẽ tự rụng trước hoặc ngay sau khi chúng sẽ mất trước hoặc ngay sau khi rời khỏi nơi giao phối. Khi trưởng thành, thú mỏ vịt sẽ trám một lớp chất sừng gọi là ceratodonte vào chỗ răng rụng. Răng thứ nhất hàm trên và răng thứ ba hàm dưới của thú mỏ vịt con khá nhỏ, có một mấu chính, ít hơn các răng khác một mấu. Hàm của thú mỏ vịt có cấu trúc và cơ mở hàm không giống với các loài động vật có vú khác. Ở mọi động vật có vú thực thụ, các xương nhỏ truyền dẫn âm thanh trong tai giữa liên kết hoàn toàn với hộp sọ, chứ không nằm trong hàm như ở các động vật Một cung bên trước khi tiến hoá thành thú có vú. Tuy nhiên, tai ngoài vẫn nằm ở gần điểm nối hàm. Thú mỏ vịt có thêm một số loại xương ở đai vai, bao gồm cả xương gian đòn, mà các loài thú có vú khác không có. Tương đồng với nhiều động vật có xương sống thuỷ sinh và bán thuỷ sinh, những xương này có dấu hiệu bị xơ hóa làm tăng mật độ xương, từ đó đóng vai trò làm vật dằn. Khi đi, chân của thú mỏ vịt di chuyển ở hai bên cơ thể giống với các loài bò sát. Lúc trên cạn, chúng đi bằng các khớp ngón của chi trước để bảo vệ lớp màng rộng giữa các ngón.

### Nọc độc

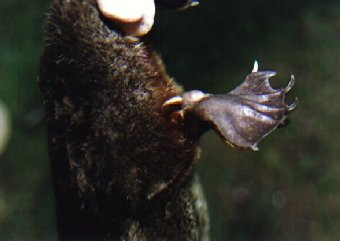
Cựa sắc ở chi sau của thú mỏ vịt đực, dùng để kích độc con mồi.

Dù cả thú mỏ vịt đực và cái đều có cựa, chỉ cựa ở con đực mới có độc. Các cựa này có cấu tạo chủ yếu từ nhiều loại protein tương đồng với chất bảo vệ ("defensin-like proteins") do hệ miễn dịch tiết ra; trong số đó, có ba loại chỉ có ở thú mỏ vịt. Các chất bảo vệ vốn chỉ phân giải vi khuẩn và virus gây bệnh, nhưng ở thú mỏ vịt, chúng có thêm chức năng hình thành chất độc để tự vệ. Độc của thú mỏ vịt đủ mạnh để giết các loài thú nhỏ, chẳng hạn như chó, nhưng không có khả năng gây chết người. Tuy nhiên, nạn nhân vẫn sẽ đau đớn dữ dội và có thể mất khả năng lao động. Triệu chứng phù sẽ lan rộng và nhanh quanh vết thương, rồi dần dần phù cả chi. Những bằng chứng truyền miệng và thông tin thu được từ nhiều vụ trước đó cho thấy cơn đau sẽ phát triển thành chứng tăng cảm giác đau (tăng độ nhạy với cơn đau); chứng này kéo dài trong nhiều ngày, thậm chí lên đến nhiều tháng. Cơ quan tiết độc ở thú mỏ vịt đực là các tuyến đáy (crural gland) có hình giống tuyến phế nang hình quả thận nằm ở trên đùi; chúng nối với cựa ở vị trí xương gót của hai chi sau bằng một ống có thành mỏng. Giống với các loài thú lông nhím khác, thú mỏ vịt cái cũng có hai chiếc cựa nhú không phát triển (rụng trước khi lên một tuổi) và không có các tuyến đáy ở vùng đùi như con đực.
Nọc của thú mỏ vịt dường như có chức năng khác với nọc của các loài không phải động vật có vú. Tác dụng của độc không đủ mạnh để gây nguy hiểm đến tính mạng con người, nhưng vẫn có thể khiến nạn nhân bị tổn thương nghiêm trọng. Vì chỉ các cá thể đực mới có độc và lượng độc tiết ra tăng mạnh trong mùa sinh sản, cựa trở thành vũ khí để giành lợi thế giao phối.

### Điện định vị

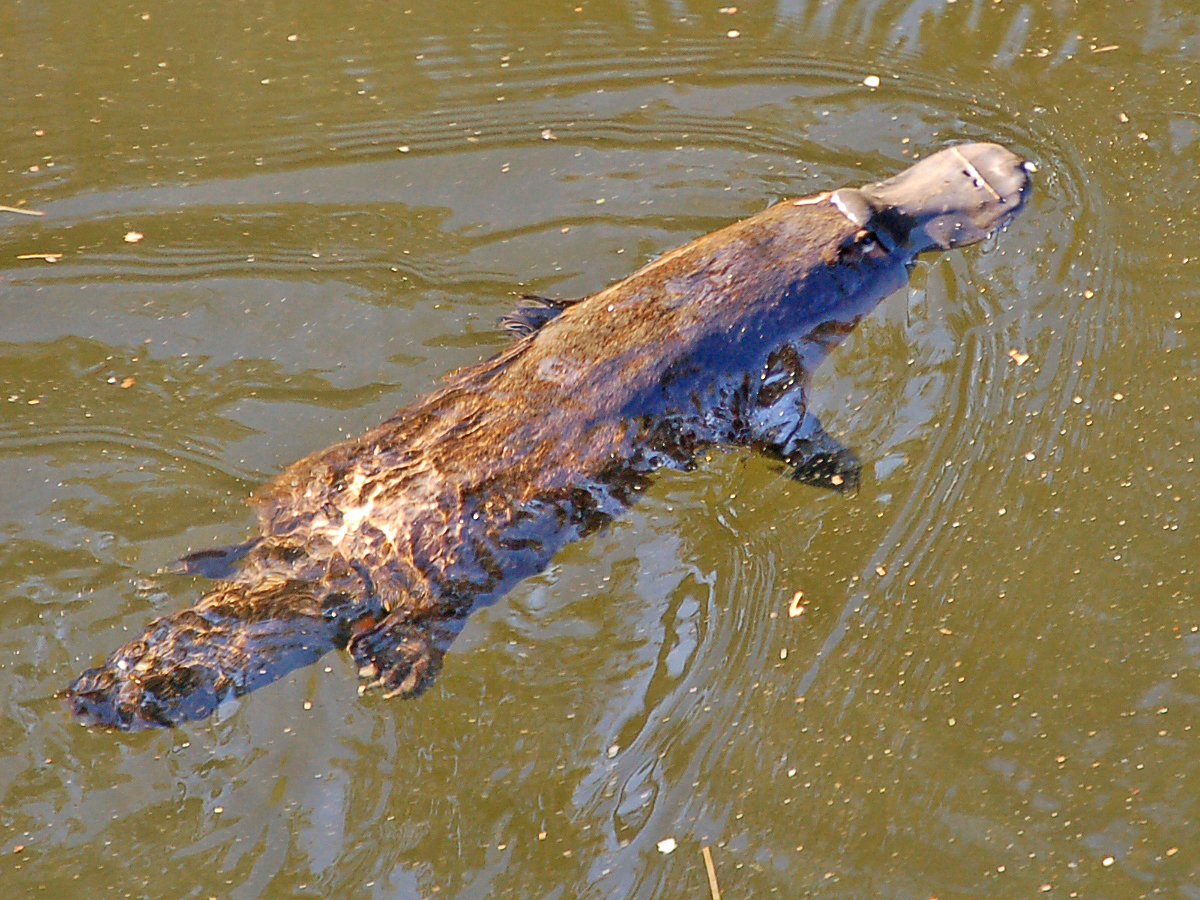
Thú mỏ vịt ở Broken River, Queensland.

Ngoài ít nhất một loài cá heo, động vật đơn huyệt là những loài thú duy nhất có điện thụ quan. Chúng định vị con mồi một phần bằng cách cảm nhận điện trường do việc co thắt cơ bắp gây ra. Khả năng thụ cảm điện của thú mỏ vịt là nhạy cảm nhất trong số các loài đơn huyệt.
Trên mỏ của thú mỏ vịt, các thụ quan điện xếp thành các hàng dọc theo lớp da bao quanh, còn thụ quan cơ học (xúc giác) lại phân bố khá đồng đều. Vùng cảm giác điện của vỏ đại não nằm bên trong các vùng cảm giác thân thể, và một số tế bào vỏ não tiếp nhận thông tin từ cả thụ quan điện và thụ quan cơ, cho thấy cảm giác xúc giác và cảm giác điện có liên kết chặt chẽ với nhau. Cả thụ quan điện và thụ quan cơ ở mỏ đều có vai trò rất quan trọng với bản đồ tương ứng não-thân trong não thú mỏ vịt, tương tự với vai trò của hai bàn tay người trong đồ hình Penfield.
Thú mỏ vịt có thể xác định được hướng xuất hiện nguồn điện, có lẽ bằng cách so sánh cường độ tín hiệu ở các thời điểm khác nhau trên phổ thông tin nhận được từ thụ quan điện. Cách giải thích này cũng phù hợp với chuyển động đầu đặc trưng từ bên này sang bên kia khi đang săn mồi của thú mỏ vịt. Việc các vùng điện thụ cảm và xúc giác giao nhau ở vỏ não cho thấy cơ chế xác định khoảng cách tương đối của con mồi ở loài này: khi di chuyển, chúng phát ra đồng thời cả tín hiệu điện và xung áp cơ học, rồi dùng sự khác biệt giữa thời gian phản xạ tín hiệu để cảm nhận khoảng cách.
Thú mỏ vịt không sử dụng thị và khứu giác để kiếm ăn: chúng sẽ nhắm mắt, đóng tai và mũi khi lặn. Khi thú mỏ vịt đào bới đáy sông bằng mỏ, các thụ quan điện sẽ phát hiện những dòng điện rất nhỏ do các cơn co thắt cơ ở con mồi gây ra, từ đó cho phép phân biệt các vật thể bất động và động vật – thứ sẽ liên tục kích thích thụ quan cơ. Nhiều thí nghiệm đã chỉ ra rằng thú mỏ vịt thậm chí sẽ phản ứng với một "con tôm" nhân tạo có dòng điện nhỏ chạy qua.
Khả năng điện định vị của các loài đơn huyệt có lẽ đã phát triển để giúp chúng tìm thức ăn trong các vùng đầm lầy, và có thể liên quan đến việc thoái hoá răng. Loài Obdurodon đã tuyệt chủng cũng có điện thụ quan, nhưng khác với loài thú mỏ vịt hiện đại, chúng kiếm ăn ở vùng mặt nước biển.

### Mắt
Một số nghiên cứu gần đây cho rằng mắt của thú mỏ vịt có điểm tương đồng với mắt cá mút đá myxin Thái Bình Dương hoặc cá mút đá không răng ở vùng Bắc bán cầu hơn so với mắt của hầu hết động vật bốn chân. Mắt thú mỏ vịt cũng có các tế bào nón đôi mà đại đa số thú có vú không có.
Dù mắt thú mỏ vịt khá nhỏ và không được dùng khi chúng lặn, nhưng một số tính chất cho thấy thị giác từng có vai trò rất quan trọng với tổ tiên của loài này. Mặt giác mạc và mặt tiếp xúc của thể thuỷ tinh khá phẳng, nhưng mặt sau của thể thuỷ tinh lại cong dốc, giống mắt các loài thú thuỷ sinh khác, chẳng hạn như rái cá và sư tử biển. Xương thái dương (phía tai) hội tụ các tế bào hạch võng mạc thiết yếu với thị giác hai bên mắt, cho thấy tầm quan trọng trong việc săn mồi. Tuy nhiên, độ nhạy thị lực lại không đủ cho những hoạt động như vậy. Hơn nữa, độ nhạy hạn chế này còn tương xứng với mức khuếch đại vỏ não thấp, hạch gối ngoài nhỏ và mái thị giác lớn, cho thấy trung não thị giác của thú mỏ vịt có vai trò quan trọng hơn so với vỏ não thị giác, giống như ở một số loài gặm nhấm. Những đặc tính này cho thấy thú mỏ vịt đã thích nghi với lối sống thuỷ sinh và về đêm bằng cách phát triển hệ thống điện thụ quan, nhưng thoái triển thị giác. Quá trình tiến hoá này tương đồng với sự hình thành một số lượng nhỏ thụ quan điện ở loài thú lông nhím mỏ ngắn (sống ở nơi khô ráo), và thú lông nhím mỏ dài (sống ở nơi ẩm ướt) chính là điểm trung gian giữa hai loài đơn huyệt kia.

### Huỳnh quang sinh học
Năm 2020, một nghiên cứu về huỳnh quang sinh học cho thấy thú mỏ vịt (và một số loài đơn huyệt khác) có khả năng phát sáng khi tiếp xúc với ánh sáng đen có màu lục lam.

## Phân bố, sinh thái và hành vi

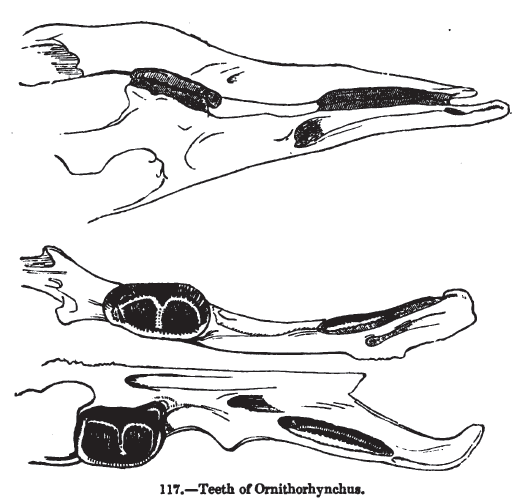
Cấu trúc răng, minh hoạ trong Bản phác thảo Lịch sử Tự nhiên của Knight.

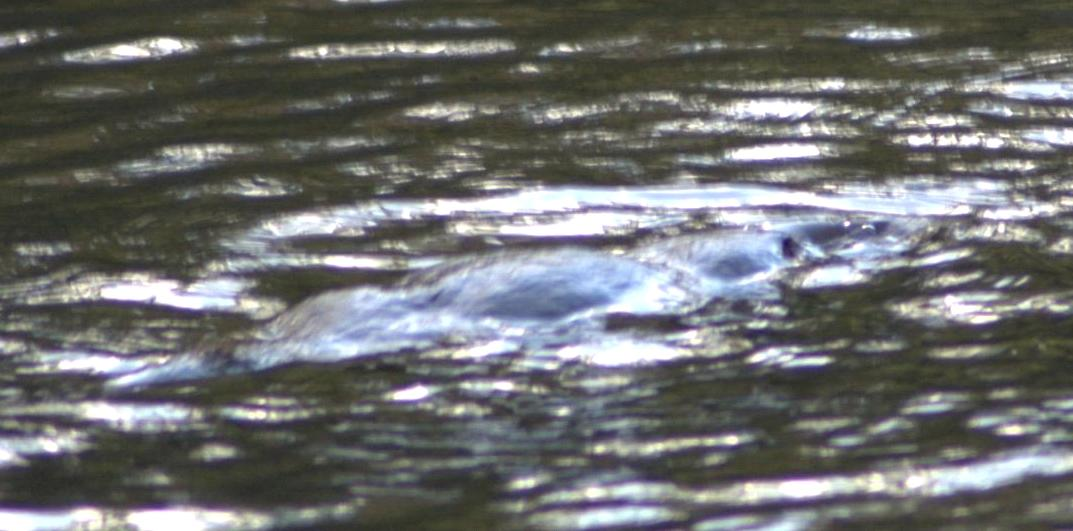
Rất khó tìm được thú mỏ vịt, ngay cả khi nó đang bơi trên mặt sông.

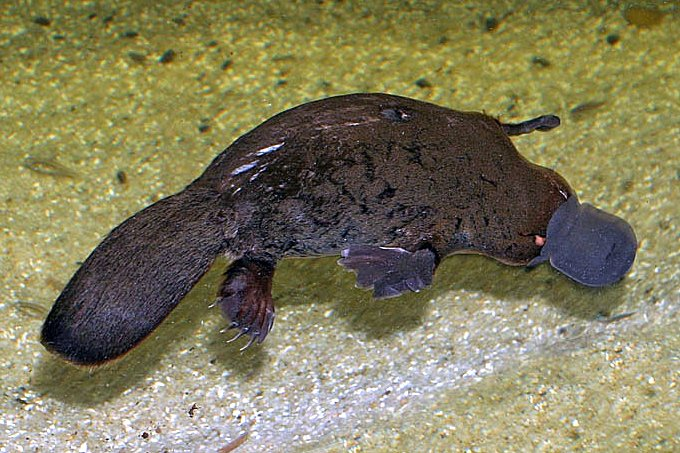
Một con thú mỏ vịt đang bơi, màng ở các chi mở rộng.

Thú mỏ vịt là loài bán thuỷ sinh, phân bố ở các sông và suối nhỏ trên phạm vi rất lớn, từ vùng cao nguyên lạnh giá của Tasmania và dãy núi Alps (Úc) đến các khu rừng mưa nhiệt đới ở ven biển Queensland, và cả về rìa bán đảo Cape York ở phía bắc. Trên cạn, vùng phân bố của thú mỏ vịt không rõ ràng. Sau lần bắt gặp cuối tại Renmark vào năm 1975, người ta cho rằng loài này đã tuyệt chủng ở lục địa Nam Úc. Người ta không còn tìm thấy con thú mỏ vịt nào còn sống trong vùng chính của lưu vực Murray-Darling. Nguyên nhân có thể là do các chương trình giải phóng mặt bằng và thuỷ lợi trên diện rộng làm giảm chất lượng nước. Sự phân bố của thú mỏ vịt ở các hệ thống sông ngòi ven biển cũng rất khó đoán. Chúng không sinh sống ở nhiều con sông chưa bị ô nhiễm, nhưng lại xuất hiện ở một số nơi đã bị ảnh hưởng, chẳng hạn như hạ lưu sông Maribyrnong.
Những con thú mỏ vịt hoang dã được đưa về khu nuôi nhốt khi đã khoảng 11 tuổi có thể tiếp tục sống thọ đến 17 năm. Trong tự nhiên, tử suất của các cá thể thú mỏ vịt trưởng thành cũng khá thấp. Thiên địch tự nhiên của loài này gồm có rắn, chuột nước, nhông Úc, diều hâu, cú và đại bàng. Ở miền bắc Úc, số lượng thú mỏ vịt không nhiều, có thể là vì bị cá sấu ăn thịt. Việc loài cáo đỏ du nhập vào lục địa năm 1845 vì mục đích làm giảm số lượng thỏ có lẽ đã có tác động đến số lượng thú mỏ vịt. Thú mỏ vịt thường được coi là loài ăn về đêm và lúc chạng vạng, nhưng một số con cũng hoạt động vào ban ngày. Môi trường sống của chúng liên kết giữa sông ngòi (cung cấp thức ăn) và khu vực ven sông (nơi đào hang và làm tổ). Lãnh thổ của một con thú mỏ vịt có thể lên đến 7 km (4,3 mi); thông thường, lãnh thổ của một con đực sẽ giao với lãnh thổ của ba hoặc bốn con cái khác.
Thú mỏ vịt bơi rất tốt và thường dành phần lớn thời gian dưới nước để kiếm ăn. Chúng có kiểu bơi khá đặc biệt và không có vành tai. Trong số tất cả các loài có vú, thú mỏ vịt là loài duy nhất bơi bằng cách dùng chân trước để quạt nước. Dù cả bốn chi của chúng đều có màng, nhưng hai chi sau (giữ sát thân) không đẩy nước, mà dùng đồng thời với đuôi để đổi hướng. Vì là động vật nội nhiệt, nhiệt độ cơ thể của thú mỏ vịt được duy trì quanh mức 32 °C (90 °F), thấp hơn so với hầu hết các loài động vật có vú, ngay cả khi kiếm ăn nhiều giờ dưới nước có nhiệt độ thấp hơn 5 °C (41 °F).
Thú mỏ vịt thường chỉ lặn khoảng hơn 30 giây một lần và rất ít khi vượt quá giới hạn ưa khí ước tính 40 giây. Thời gian nghỉ trên mặt nước giữa các lần kéo dài từ 10 đến 20 giây.
Khi không bơi dưới nước, thú mỏ vịt sẽ chui vào trong một cái hang thẳng và ngắn, có mặt cắt ngang hình bầu dục để nghỉ ngơi. Hang này thường nằm gần bờ sông, không quá cao hơn mực nước, và được nguỵ trang bằng một mớ rễ cây để bảo vệ.

### Kiếm ăn
Thú mỏ vịt là động vật ăn thịt. Thức ăn của loài này chủ yếu là giun đốt, ấu trùng, tôm nước ngọt và cherax (tôm hùm đất). Chúng kiếm mồi bằng cách dùng mỏ đào bới đáy sông hoặc săn được khi bơi. Sau khi tìm được mồi, chúng đẩy mồi vào túi má, ngoi lên mặt nước rồi mới ăn. Lượng thức ăn một con thú mỏ vịt tiêu thụ trong một ngày tương đương khoảng 20% trọng lượng cơ thể, nên thời gian săn mồi của loài này chiếm đến 12 tiếng một ngày.

### Sinh sản

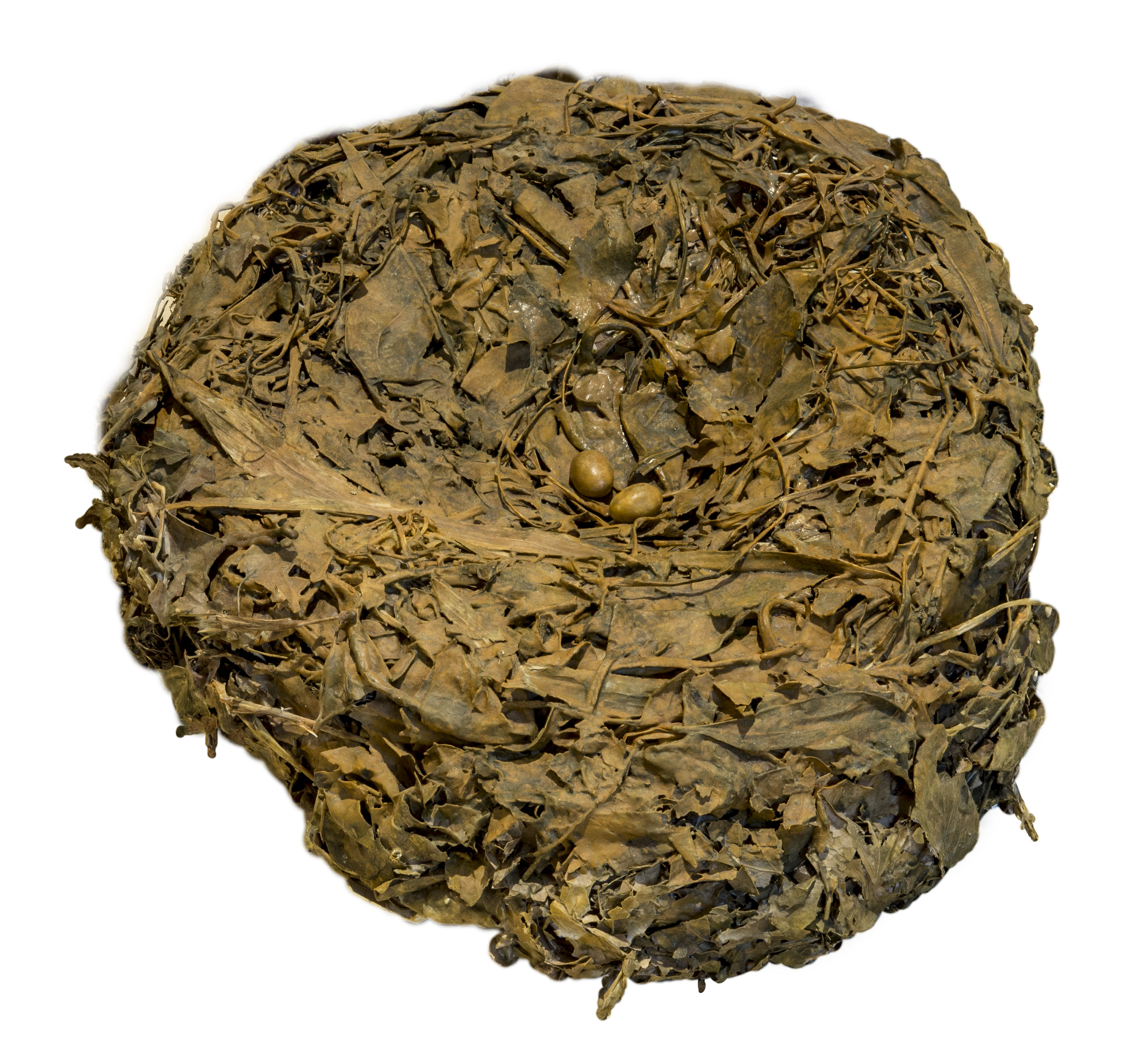
Tổ thú mỏ vịt và trứng (mô hình).

Vào lần đầu tiên bắt gặp thú mỏ vịt, các nhà tự nhiên học châu Âu đã tranh cãi về việc con cái có đẻ trứng hay không. Năm 1884, sau một cuộc tìm kiếm dài, William Hay Caldwell cùng đội hỗ trợ gồm 150 thổ dân bản địa đã phát hiện ra một số trứng.
Thú mỏ vịt chỉ giao phối và sinh sản vào một mùa duy nhất từ tháng 6 đến tháng 10 hằng năm; khoảng thời gian này có thể thay đổi tuỳ theo các quần thể khác nhau ở các địa điểm phân bố khác nhau. Nhiều nghiên cứu quan sát, đánh dấu và bắt lại trước đây cùng các điều tra sơ bộ về di truyền trong quần thể đã cho thấy khả năng tồn tại của cả các nhóm ngắn hạn và dài hạn trong phạm vi quần thể, cũng như hệ thống giao phối đa thê. Các cá thể cái bắt đầu thuần thục vào tuổi thứ hai; quá trình phối giống được xác nhận là vẫn có thể xảy ra ở những con trên chín tuổi.
Ngoài mùa giao phối, thú mỏ vịt thường sống ở một cái hang nông trong đất; lối vào cách mặt nước khoảng 30 cm (12 in). Sau khi giao phối, con cái sẽ đào một cái hang sâu và phức tạp hơn, có thể lên đến 20 m (66 ft), rồi chặn đường nối hai hang lại. Việc này giúp chống thuỷ triều dâng ngập hang và các loài săn mồi, cũng như điều chỉnh độ ẩm và nhiệt độ. Con đực không chăm sóc con non, nên sẽ lui về hang cũ của mình, còn con cái thì lót lá chết đã ẩm lên nền hang để làm tơi đất. Nó vận chuyển lá rụng và lau sậy về tổ bằng cách cuộn chúng trong chiếc đuôi lớn, rồi lấp đầy đoạn cuối đường hầm để làm ổ.
Thú mỏ vịt cái có hai buồng trứng, nhưng chỉ buồng trứng bên trái có thể thụ tinh. Gen của thú mỏ vịt có thể là mối liên kết tiến hoá giữa hai hệ thống xác định giới tính XY (ở động vật có vú) và ZW (ở chim và bò sát), vì một trong số năm nhiễm sắc thể X của thú mỏ vịt chứa loại gen DMRT1 cũng xuất hiện ở nhiễm sắc thể Z của chim. Thú mỏ vịt thường đẻ mỗi lần từ một đến ba quả trứng nhỏ, nhiều lông (giống như trứng bò sát), có đường kính khoảng 11 mm (0,43 in) và hơi tròn hơn so với trứng chim. Quá trình phát triển trong tử cung của trứng kéo dài khoảng 28 ngày, còn thời gian ấp ngoài là 10 ngày. Thời gian ấp được chia làm ba giai đoạn. Trong giai đoạn đầu, phôi không có cơ quan chức năng và phải lấy chất dinh dưỡng từ túi noãn hoàng. Suốt quá trình phát triển, con non sẽ hấp thụ noãn hoàng. Các ngón và răng trứng sẽ lần lượt hình thành trong giai đoạn thứ hai và thứ ba.
Những con thú mỏ vịt mới nở rất dễ bị thương, không thể tiếp nhận thông tin từ thị giác và không có lông, uống sữa mẹ để sống. Dù có tuyến vú, nhưng thú mỏ vịt lại không có núm vú. Do đó, sữa sẽ tiết qua lỗ chân lông, rồi đọng lại ở các rãnh trên bụng. Sau khi nở, con non được cho bú khoảng từ ba đến bốn tháng. Trong suốt thời gian ấp trứng và cai sữa cho con, ban đầu, thú mỏ vịt mẹ chỉ rời hang để kiếm ăn trong thời gian ngắn. Khi đi khỏi tổ, nó sẽ bới một số đụn đất nhỏ bít kín đường ra cửa hang, có lẽ vì để bảo vệ con khỏi thú săn mồi. Lúc về hang, thú mỏ vịt mẹ sẽ chui qua những lớp đất này; đất sẽ đẩy nước khỏi lông, giúp hang không bị ướt. Sau khoảng năm tuần, thú mỏ vịt mẹ sẽ đi khỏi hang nhiều hơn, và khi đã đủ bốn tháng tuổi, con non sẽ ra khỏi hang. Thú mỏ vịt có răng ngay từ khi sinh ra, nhưng những chiếc răng này sẽ nhanh chóng rụng đi, rồi thay bằng các mảng sừng dùng để nghiền thức ăn.

## Tiến hoá
Hiện người ta mới chỉ biết được rất ít thông tin về thú mỏ vịt và các loài khác thuộc bộ đơn huyệt. Nhiều người vẫn tin vào một số thần thoại lan truyền từ thế kỷ XIX, ví dụ như việc động vật đơn huyệt là các loài "hạ cấp" hoặc bán bò sát. Năm 1947, William King Gregory giả thuyết rằng động vật có vú có nhau thai và thú có túi có thể đã phân hướng sớm hơn, và một nhánh con đã chia thành bộ Đơn huyệt và phân thứ lớp Thú có túi; sau này, các nghiên cứu và khảo cứu hoá thạch cho thấy thuyết trên không chính xác. Trên thực tế, bộ Đơn huyệt hiện đại là những loài sống sót sau cùng của một nhánh phân hướng khỏi động vật có vú từ rất xưa, còn các phân thứ lớp Thú có nhau thai và Thú có túi thì bắt nguồn từ một nhánh cận đại hơn. Theo đồng hồ phân tử và niên đại hoá thạch, thú mỏ vịt đã tách ra khỏi họ Thú lông nhím khoảng 19 đến 48 triệu năm trước.

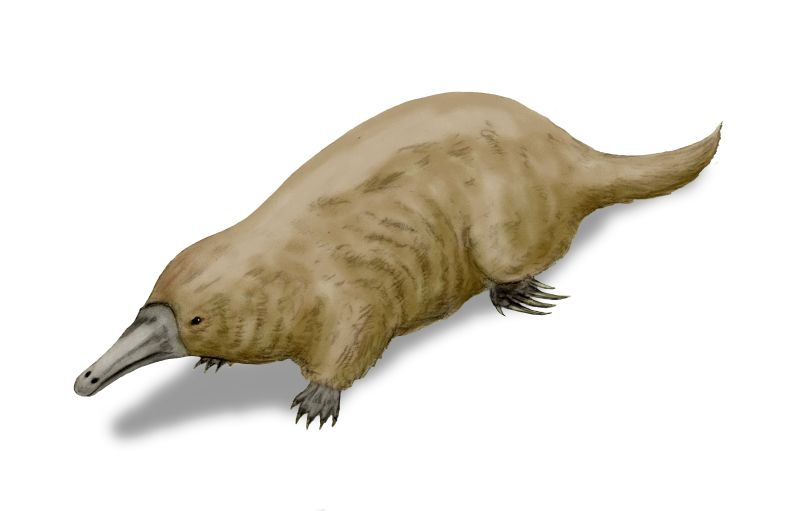
Tái hiện họ hàng cổ đại của thú mỏ vịt, Steropodon.

Mẫu hoá thạch thú mỏ vịt hiện đại cổ xưa nhất có niên đại khoảng 100.000 năm, vào kỷ Đệ Tứ. Hai loài đơn huyệt đã tuyệt chủng Teinolophos và Steropodon từng được cho là có liên quan mật thiết với thú mỏ vịt hiện đại, nhưng hiện nay, chúng nằm ở vị trí phân loại cao hơn. Hoá thạch Steropodon người ta phát hiện được ở New South Wales có một xương hàm dưới bị khoáng chất hoá và ba chiếc răng hàm tạo bởi một xương hàm dưới có mắt với ba chiếc răng hàm (thú mỏ vịt hiện đại không có răng). Ban đầu, người ta nghĩ rằng những chiếc răng hàm này có ba đỉnh; ý niệm này củng cố cho một thuyết biến thể từ giả thuyết nguyên bản của Gregory. Tuy nhiên, các nghiên cứu sau này đã cho thấy rằng: dù những chiếc răng này có ba đỉnh, nhưng chúng lại tiến hoá theo một quá trình riêng biệt. Mẫu hoá thạch được cho là có niên đại khoảng 110 triệu năm tuổi; đây cũng là mẫu hoá thạch động vật có vú lâu đời nhất từng được phát hiện ở Úc. Khác với thú mỏ vịt hiện đại (và các loài thú lông nhím), Teinolophos không có mỏ.
Người ta cũng tìm thấy mẫu hoá thạch của Monotrematum sudamericanum, một họ hàng khác của thú mỏ vịt, ở Argentina; điều này cho thấy các loài đơn huyệt đã sống ở siêu lục địa Gondwana, vào thời kỳ hai lục địa Nam Mỹ và Úc còn liền nhau thông qua Nam Cực (hơn 167 triệu năm trước). Hoá thạch một chiếc răng của loài thú mỏ vịt khổng lồ, Obdurodon tharalkooschild, có niên đại từ 5 đến 15 triệu năm trước; dựa trên kích thước mẫu răng, các nhà khoa học ước tính con vật dài đến 1,3 mét, là con thú mỏ vịt lớn nhất từng được ghi nhận.

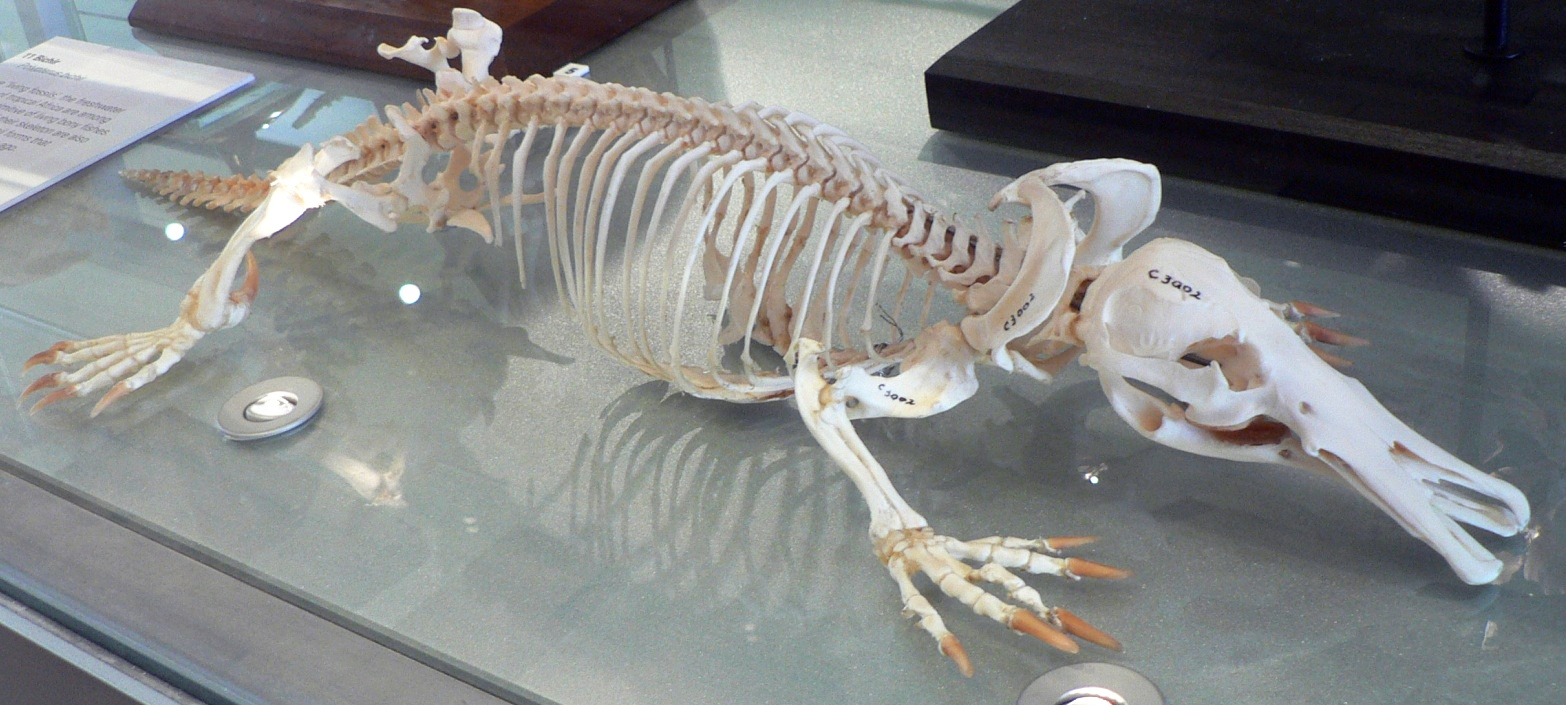
Cấu trúc xương của thú mỏ vịt.

Do phân hướng sớm với phân lớp Thú bậc cao và số ít các loài đơn huyệt khác còn tồn tại, thú mỏ vịt là đối tượng nghiên cứu thường xuyên của ngành sinh học tiến hoá. Năm 2004, các nhà nghiên cứu của Đại học Quốc gia Úc đã phát hiện ra thú mỏ vịt có đến mười nhiễm sắc thể giới tính, nhiều hơn hẳn so với hai (XY) ở đại đa số các loài động vật có vú khác. Mười nhiễm sắc thể này tạo thành năm cặp XY và XX duy nhất lần lượt ở cá thể đực và cái. Cụ thể, trình tự nhiễm sắc thể ở con đực là X1Y1X2Y2X3Y3X4Y4X5Y5. Một trong số các nhiễm sắc thể X của thú mỏ vịt có sự tương đồng rất lớn với nhiễm sắc thể Z ở chim. Hệ gen của thú mỏ vịt cũng có các gen liên quan đến quá trình trứng thụ tinh của cả bò sát và động vật có vú. Dù thú mỏ vịt không có gen xác định giới tính SRY của động vật có vú, một nghiên cứu đã cho thấy cơ chế xác định giới tính ở con non là gen AMH trên nhiễm sắc thể Y lâu đời nhất. Ngày 8 tháng 5 năm 2008, tạp chí Nature công bố một bản phác thảo trình tự gen của thú mỏ vịt, cho thấy chúng có nhiều tính chất tương đồng với cả bò sát và thú có vú, cũng như hai loại gen khác mà trước đó người ta chỉ thấy ở cá, chim và động vật lưỡng cư. Hơn 80% mã gen của thú mỏ vịt giống với gen của các loài có vú khác đã được giải mã. Năm 2021, một hệ gen mới và đầy đủ nhất từ trước đến nay của thú mỏ vịt đã được công bố (cùng với loài thú lông nhím mỏ ngắn).

## Bảo tồn

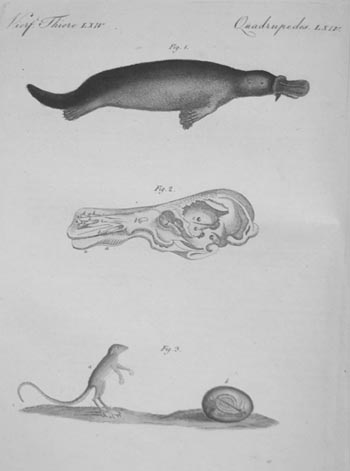
Hình minh hoạ thú mỏ vịt trong một cuốn sách dành cho trẻ em, xuất bản ở Đức năm 1798.

### Tình trạng và các mối đe dọa
Khu vực phân bố chung của thú mỏ vịt hiện nay không khác thời kỳ trước khi người châu Âu đến định cư ở Úc, trừ việc loài này không còn xuất hiện ở bang Nam Úc. Tuy nhiên, vì môi trường sống chịu tác động từ con người, sự phân bố của thú mỏ vịt đã nhiều lần thay đổi (theo địa phương) và chia nhỏ khu vực sống. Khoa học hiện đại vẫn chưa biết số lượng cá thể trước đây của thú mỏ vịt, cũng như rất khó đánh giá tình trạng hiện nay. Tuy nhiên, số thú mỏ vịt dường như đã giảm đi, dù vẫn có rất nhiều cá thể tồn tại trong các vùng phân bố của loài này, tính đến năm 1998. Cho đến những năm đầu của thế kỷ XX, loài này bị con người săn bắt thường xuyên để lấy lông; và, dù đã được bảo vệ trên toàn nước Úc từ năm 1905, trong khoảng 45 năm sau đó, thú mỏ vịt vẫn chịu nhiều nguy hiểm vì bị kẹt trong mạng lưới thuỷ sản trên lục địa.
Theo Liên minh Bảo tồn Thiên nhiên Quốc tế, tình trạng bảo tồn của thú mỏ vịt là "Sắp bị đe doạ". Tuy thú mỏ vịt được luật pháp bảo vệ, Nam Úc là bang duy nhất đưa loài này vào danh sách loài "Nguy cấp", theo Đạo luật Vườn Quốc gia và Động vật Hoang dã (1972). Một khuyến nghị năm 2020 cho rằng nên xếp thú mỏ vịt vào loài Sắp nguy cấp của bang Victoria theo Đạo luật Bảo đảm Động thực vật (1988).

#### Phá hủy môi trường sống
Nhờ có các biện pháp bảo tồn, thú mỏ vịt không bị nguy cấp hoàn toàn hay tuyệt chủng, nhưng vẫn có thể bị tác động tiêu cực từ môi trường sống bị phá huỷ vì đập, các công trình thủy lợi, ô nhiễm, đánh lưới và bẫy. Hạn hán thường xuyên và khai thác nước cho các nhu cầu như nông nghiệp, công nghiệp hay sinh hoạt đã làm giảm lưu lượng dòng chảy và mực nước, trở thành một mối đe doạ đối với thú mỏ vịt. Năm 2016, Sách đỏ của IUCN xếp thú mỏ vịt vào nhóm loài "Sắp bị đe doạ"; họ ước tính số lượng cá thể của loài này đã giảm đi khoảng 30% từ khi người châu Âu đến định cư ở Úc. Loài động vật này được coi là có nguy cơ tuyệt chủng ở Nam Úc, nhưng Đạo luật liên bang EPBC không có quy định gì giúp xử lý vấn đề trên.
Trong nhiều năm, các nhà nghiên cứu đã bày tỏ lo ngại vì cho rằng số lượng cá thể giảm đi nhiều hơn ước tính. Tháng 1 năm 2020, các nhà nghiên cứu từ Đại học New South Wales đã đưa ra nhiều bằng chứng cho thấy thú mỏ vịt có nguy cơ bị tuyệt chủng: khai thác tài nguyên nước, phá rừng, biến đổi khí hậu và hạn hán nghiêm trọng. Nghiên cứu cũng dự đoán rằng, nếu tiếp tục bị đe doạ như hiện nay, trong 50 năm tới, số lượng cá thể thú mỏ vịt sẽ giảm khoảng 47 đến 66%, còn mức cư trú trong siêu quần thể sẽ giảm khoảng 22 đến 32%, khiến "các quần thể tuyệt chủng trên khoảng 40% khu vực phân bố". Theo dự báo biến đổi khí hậu, việc môi trường bị hạn hán phá huỷ sẽ dẫn đến suy giảm 51 đến 73% số lượng cá thể và giảm 36–56% tỷ lệ cư trú. Những dự đoán trên cho thấy loài sẽ thuộc nhóm "Sắp nguy cấp". Các tác giả nhấn mạnh rằng, để đảm bảo môi trường sống khỏe mạnh của thú mỏ vịt, nhà nước cần phải hỗ trợ bảo tồn, có thể bao gồm cả việc tiến hành thêm nhiều lần khảo sát, theo dõi xu hướng, giảm thiểu đe doạ và nghiêm ngặt hơn trong quản lý sông ngòi. Đồng tác giả Gilad Bino cũng lo ngại rằng ước tính sơ bộ năm 2016 có thể sai, và tính đến nay, số lượng thực tế đã giảm đi một nửa.
Tháng 11 năm 2020, các nhà khoa học từ Đại học New South Wales, do Quỹ Bảo tồn Úc tài trợ, phối hợp với Tổ chức Quốc tế về Bảo tồn Thiên nhiên ở Úc và Hiệp hội Nhân đạo Quốc tế Úc, báo cáo rằng môi trường sống của thú mỏ vịt đã hẹp đi 22% trong vòng 30 năm trước đó, đồng thời khuyến cáo xếp thú mỏ vịt vào nhóm loài Bị đe doạ, theo Đạo luật EPBC. Ở New South Wales, số lượng cá thể suy giảm mạnh nhất, đặc biệt là vùng lưu vực Murray-Darling.

#### Bệnh dịch
Nhìn chung, trong tự nhiên, thú mỏ vịt ít khi mắc bệnh; tuy nhiên, vào năm 2008, nhiều người ở Tasmania đã lo ngại về những tác động có thể có do một căn bệnh bắt nguồn từ nấm Mucor amphiborum gây ra. Căn bệnh này (tên chính thức là Mucormycosis, còn gọi là bệnh nấm đen) chỉ ảnh hưởng đến thú mỏ vịt Tasmania; người ta chưa ghi nhận được ảnh hưởng nào ở loài thú mỏ vịt trên lục địa. Những con mắc bệnh sẽ bị loét hoặc tổn thương da trên nhiều bộ phận khác nhau, chẳng hạn như lưng, đuôi và chân. Bệnh gây tử vong cho thú mỏ vịt cả trực tiếp (ảnh hưởng đến khả năng duy trì thân nhiệt và kiếm ăn) và gián tiếp (nhiễm trùng thứ cấp). Chi nhánh Bảo tồn Đa dạng Sinh học tại Sở Các Ngành công nghiệp Chính và Nước đã phối hợp với nhóm nghiên cứu từ Đại học Tasmania để xác định hệ quả của căn bệnh này đối với thú mỏ vịt Tasmania, cũng như cơ chế truyền dẫn và lây lan của bệnh.

### Thú mỏ vịt trong các khu bảo tồn động vật hoang dã
Năm 1939, nhiều người đã biết đến thú mỏ vịt qua một bài báo nói về loài này, cùng nỗ lực nghiên cứu và nuôi dưỡng trong môi trường nuôi nhốt, đăng trên tạp chí Hội Địa lý Quốc gia Hoa Kỳ. Việc nghiên cứu và nuôi dưỡng rất khó thực hiện; từ đó đến nay, chỉ có một vài con non sống đến tuổi trưởng thành, nhiều nhất là tại Khu bảo tồn Healesville (Victoria). David Fleay, một nhân vật tiên phong, đã thiết lập "platypusary" (bể mô phỏng dòng chảy) ở Khu bảo tồn Healesville; chính ở khu này, năm 1943, thú mỏ vịt lần đầu tiên được nhân giống thành công. Năm 1972, ông tìm thấy một con non khoảng 50 ngày tuổi đã chết, có lẽ được sinh ra trong môi trường nuôi nhốt, tại công viên động vật hoang dã của ông ở Burleigh Heads, thành phố Gold Coast, Queensland. Với một bể chứa tương tự, Healesville tiếp tục nhân giống thành công vào các năm 1998 và 2000. Từ 2008 đến nay, thú mỏ vịt đã sinh sản thường xuyên tại Healesville, bao gồm cả thế hệ thứ hai (những con được sinh ra trong môi trường nuôi nhốt tự sinh sản trong điều kiện nuôi nhốt). Sở thú Taronga ở Sydney cũng nhân giống thành công hai lần: 2003 và 2006.

## Mối quan hệ với con người

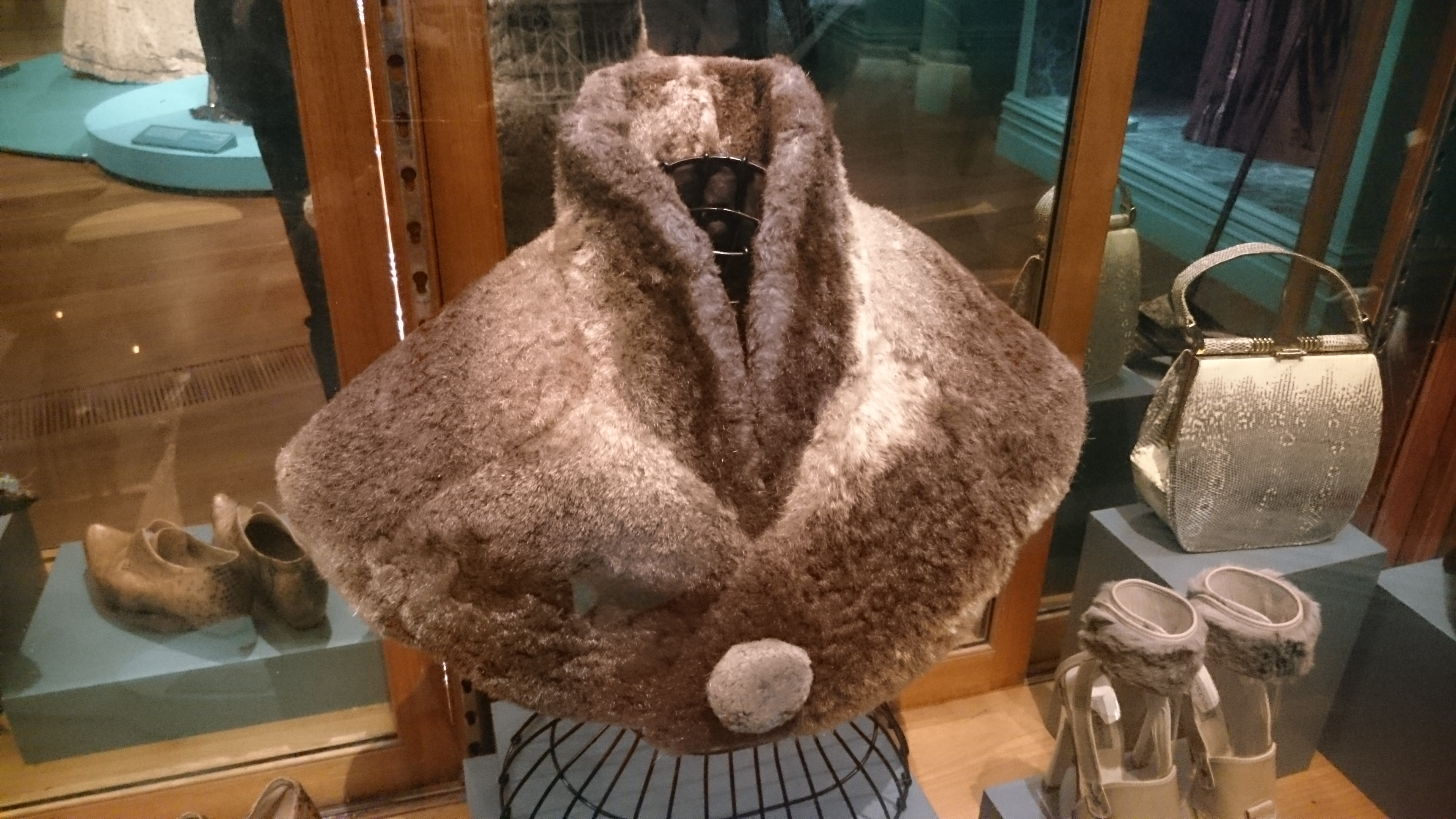
Một chiếc áo choàng làm từ lông thú mỏ vịt, chế tác năm 1890. Năm 1985, bà F. Smith, chủ nhân của chiếc áo này, đã hiến tặng nó cho Phòng Triển lãm Quốc gia Victoria.

Thổ dân Úc từng săn thú mỏ vịt làm thức ăn (chiếc đuôi trữ mỡ của chúng đặc biệt bổ dưỡng). Sau khi thuộc địa hoá, thực dân châu Âu săn bắt chúng để lấy lông từ cuối thế kỷ XIX đến tận năm 1912, sau khi hành vi này bị pháp luật nghiêm cấm. Ngoài ra, các nhà nghiên cứu châu Âu cũng bắt và giết thú mỏ vịt, hoặc lấy trứng, một phần vì nguyên nhân khoa học, nhưng phần khác là vì muốn tạo uy thế và cạnh tranh với đối thủ từ các quốc gia khác.

## Thú mỏ vịt trong văn hoá

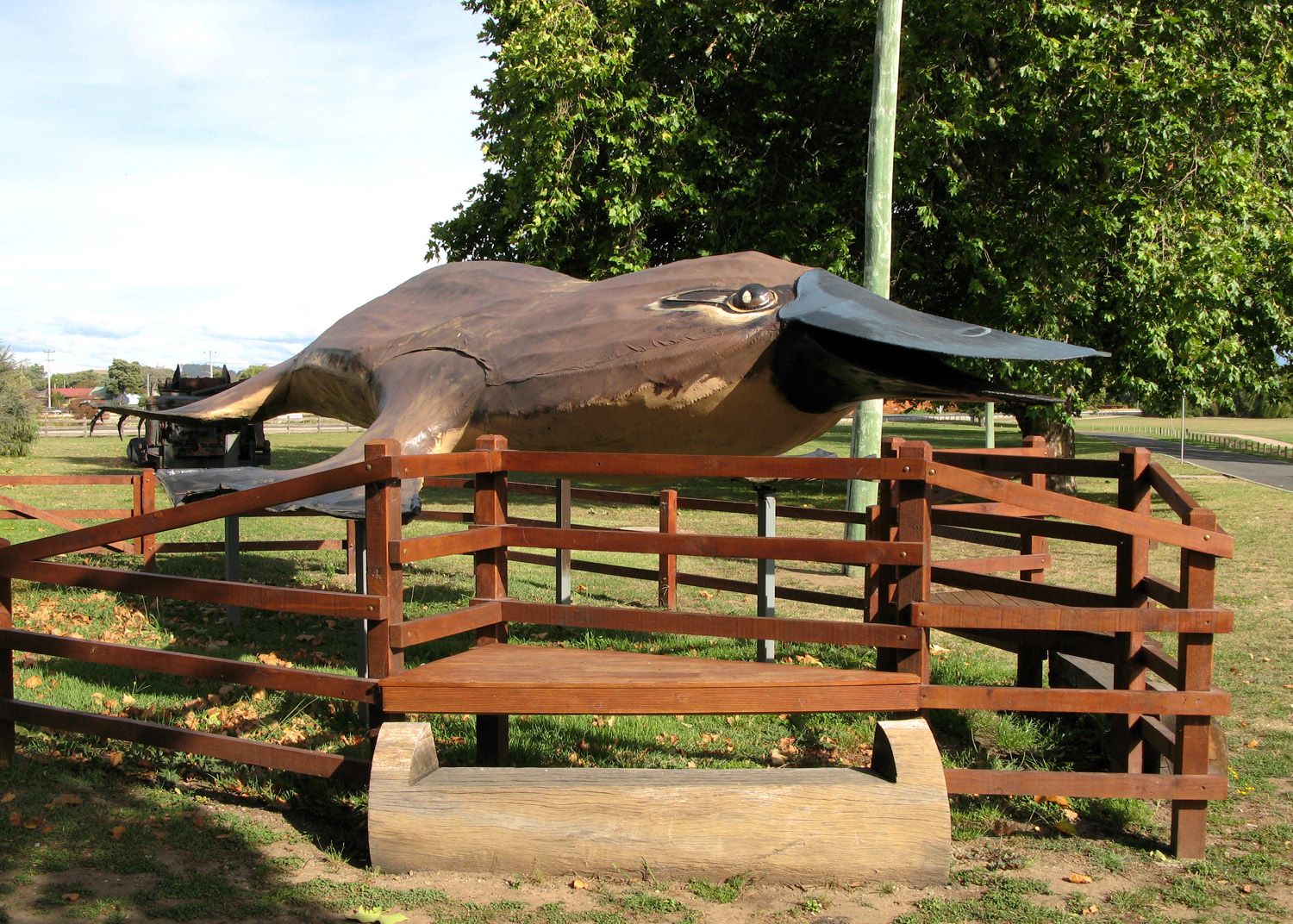
Tượng thú mỏ vịt bằng gỗ ở Australian Axeman's Hall of Fame.

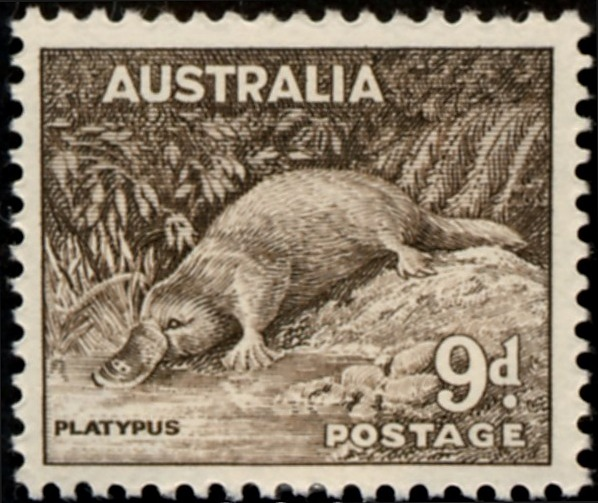
Tem bưu chính 9d, phát hành lần đầu năm 1937.

Thú mỏ vịt là chủ đề trong nhiều câu chuyện Mộng thời của thổ dân Úc. Một số thị tộc còn tin rằng loài này là con lai của vịt và chuột nước.:57–60
Theo một câu chuyện được truyền lại ở vùng thượng lưu sông Darling, các phe động vật lớn – gồm các loài trên cạn, các loài dưới nước và chim – đều tranh giành để mời thú mỏ vịt gia nhập. Tuy nhiên, cuối cùng, thú mỏ vịt lại quyết định không tham gia bất kỳ phe nào vì cảm thấy tự mình có thể đặc biệt mà không cần phải gia nhập,:83–85 đồng thời vẫn tiếp tục làm bạn với muôn loài. Trong một chuyện Mộng thời khác, cũng ở vùng thượng lưu Darling, một con vịt con đã đi chơi quá xa mà không nhớ đến những gì bầy đàn đã dặn và bị một con chuột nước lớn tên là Biggoon bắt cóc. Sau một thời gian, vịt trốn được, rồi quay về và đẻ hai quả trứng, từ đó nở ra hai sinh vật có lông kỳ lạ. Sau đó, các nhân vật bị bộ tộc đuổi đi và phải lên núi sống.
Một số thị tộc thổ dân bản địa Úc cũng dùng hình tượng thú mỏ vịt làm vật tổ. Người Wadi Wadi, những thổ dân sống dọc theo sông Murray, coi thú mỏ vịt là vật tổ động vật của mình. Vì ý nghĩa văn hoá và tầm quan trọng của thú mỏ vịt có liên quan đến cảm nhận về quốc gia, chúng được dân bản địa bảo vệ.
Thú mỏ vịt cũng thường được dùng làm biểu trưng cho bản sắc văn hóa Úc. Trong những năm 1940, người ta tặng thú mỏ vịt sống cho các đồng minh trong Thế chiến II, nhằm tăng cường quan hệ và nâng cao tinh thần.
Nhiều linh vật của các sự kiện quốc tế đã lấy tạo hình thú mỏ vịt: Thú mỏ vịt Syd – một trong ba linh vật của Thế vận hội Mùa hè năm 2000 ở Sydney (hai linh vật còn lại là Thú lông nhím Millie và Chim dacelo Olly), Thú mỏ vịt Expo Oz – linh vật cho Hội chợ Thế giới 88 (tổ chức ở thành phố Brisbane, năm 1988), và Thú mỏ vịt Hexley – linh vật của hệ điều hành Darwin.
Từ sau khi tiền tệ thập phân du nhập vào Úc năm 1966, hình một con thú mỏ vịt do Stuart Devlin thiết kế và được chạm nổi đã xuất hiện trên mặt sau của đồng hai mươi xu. Thú mỏ vịt thường xuyên xuất hiện trên các bộ tem bưu chính của Úc. Hai loạt gần nhất có hình loài này là "Động vật Bản địa" (2015) và "Động vật Đơn huyệt Úc" (2016)
Trong series phim hoạt hình Phineas and Ferb (2007–2015) của Mỹ, hai nhân vật chính nuôi một con thú mỏ vịt có tên Perry, mà không hề biết đó là một mật vụ. Các tác giả lựa chọn tạo hình thú mỏ vịt vì "chẳng ai biết gì mấy [về thú mỏ vịt]", nên họ có thể "bịa ra nhiều điều" với bản thảo trống trơn trong tay. Nhân vật này đã được cả khán giả và giới chuyên môn đánh giá rất tích cực.

## Chú giải và tham khảo

### Chú giải
1. ↑  "Tình trạng bị đe doạ" trong ngữ cảnh này chỉ các tình trạng bảo tồn VU (Vulnerable), EN (Endangered) và CR (Critically Endangered).
2. ↑  "Naturalist's Miscellany" tạm dịch là "Hợp tuyển của Nhà tự nhiên học".
3. ↑  Ý niệm này chỉ thay đổi khi John Wamsley sáng lập Khu bảo tồn Warrawong vào những năm 1980 và triển khai chương trình nhân giống thú mỏ vịt ở đó. Tuy nhiên, khu này đã bị đóng cửa.[50][51] Năm 2017, có vài lần bắt gặp (chưa được xác nhận) thú mỏ vịt ở vùng hạ lưu, bên ngoài khu bảo tồn;[49] tháng 10 năm 2020, trong khu bảo tồn Warrawong mới mở cửa lại, người ta đã quay được đoạn phim một con thú mỏ vịt đang làm tổ.[52] Thú mỏ vịt du nhập vào Đảo Kangaroo[53] từ những năm 1920, phát triển thành một quần thể gồm khoảng 150 con. Quần thể này tập trung ở khu vực sông Rocky nằm trong địa phận Vườn Quốc gia Flinders Chase. Từ khoảng giữa năm 2019 đến đầu 2020, một diện tích lớn của đảo bị cháy, phá huỷ hoàn toàn hệ sinh thái. Tuy nhiên, nhờ có nỗ lực phục hồi của các đội đặc trách thuộc Cục Môi trường và Nước, tháng 4 năm 2020, người ta lại bắt gặp một số cá thể.[54]
4. ↑  SRY là viết tắt của "sex-determining region Y protein" ("protein xác định giới tính trên nhiễm sắc thể Y") hay còn có tên khác là "testis-determining factor" ("yếu tố xác định tinh hoàn").

### Sách
- Augee, Michael L. (2001). "Platypus". World Book Encyclopedia.
- Burrell, Harry (1974). The Platypus. Adelaide SA: Rigby. ISBN 978-0-85179-521-8.
- Fleay, David H. (1980). Paradoxical Platypus: Hobnobbing with Duckbills. Jacaranda Press. ISBN 978-0-7016-1364-8.
- Grant, Tom (1995). The platypus: a unique mammal. Sydney: University of New South Wales Press. ISBN 978-0-86840-143-0.
- Griffiths, Mervyn (1978). The Biology of the Monotremes. Academic Press. ISBN 978-0-12-303850-0.
- Hutch, Michael; McDade, Melissa C., biên tập (2004). "Grzimek's Animal Life Encyclopedia: Lower metazoans and lesser deuterosomes". Grzimek's Animal Life Encyclopedia. Quyển 12: Mammals III. Gale. ISBN 9780787657772. OCLC 1089554968.
- Moyal, Ann Mozley (2004). Platypus: The Extraordinary Story of How a Curious Creature Baffled the World. Baltimore: The Johns Hopkins University Press. ISBN 978-0-8018-8052-0.
- Strahan, Ronald; Van Dyck, Steve (tháng 4 năm 2006). Mammals of Australia (ấn bản thứ 3). New Holland. ISBN 978-1-877069-25-3.

### Phim tài liệu
- "Southern Exposure". Eye of the Storm. 2000. Australian Broadcasting Corporation. Bản gốc lưu trữ ngày 7 tháng 5 năm 2013. Platypus {{Chú thích phần chương trình}}: Liên kết ngoài trong |quote= (trợ giúp) DVD EAN 9398710245592
- "El Niño". Eye of the Storm. 2000. Bản gốc lưu trữ ngày 28 tháng 2 năm 2013. Platypus {{Chú thích phần chương trình}}: Liên kết ngoài trong |quote= (trợ giúp)